# Discograph
Discograph est un label discographique indépendant et distributeur français, anciennement basé en Île-de-France, actif entre 1998 et 2012.

## Histoire
Discograph est fondé en 1998 par Olivier Lacourt, trésorier du Syndicat des producteurs indépendants, administrateur de la Société civile des producteurs indépendants, et également président des Victoires de la Musique en 2006. Plus d’une dizaine d’années plus tard, le label se positionne comme le quatrième indépendant en France.
Placé en redressement judiciaire, le label fusionne en 2012 au sein de Harmonia Mundi.
Le label est connu pour avoir signé ou distribué des groupes et artistes tels que : AaRON, HushPuppies, Cocoon, Kill the Young, Angus and Julia Stone, Housse de Racket, la Team Nowhere, Stuck in the Sound, Puppetmastaz, Le Peuple de l'herbe, Coralie Clément, Brisa Roché, Demis Roussos, Bang Gang, General Elektriks, The Elderberries, The Craftmen Club, et Melissmell.